# Relations entre la Roumanie et l'Union européenne
Les relations entre la Roumanie et l'Union européenne sont des relations verticales impliquant l'organisation supranationale et un de ses États membres.

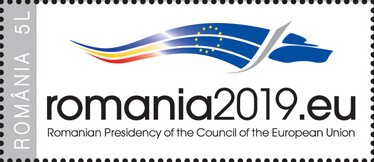
Timbre célébrant la présidence roumaine du Conseil de l'UE en 2019.

## Sources

## Compléments